# Бой у острова Котлин (1656)
Бой у острова Котлин — морское сражение, состоявшееся 22 июля (1 августа) 1656 года близ острова Котлин между русской и шведской гребными флотилиями во время русско-шведской войны 1656—1658 годов.
В ходе кампании 1656 года в принадлежавшую Швеции Ижорскую землю был направлен отряд воеводы Петра Ивановича Потёмкина. Отряд действовал при поддержке флотилии гребных судов донских казаков, имевших опыт морских походов на Чёрном море. Патриарх Никон сообщал царю Алексею Михайловичу, что благословил донцов идти морем на Стокгольм и другие места, что, впрочем, едва ли было возможно ввиду малочисленности казаков. Всё войско Потёмкина состояло из 570 донских казаков и 430 новгородских и ладожских стрельцов и «охочих людей» (местных добровольцев).
В июне 1656 года Потёмкин перешел границу и занял оставленную шведами крепость Ниеншанц близ устья Невы. При этом казачья флотилия не смогла помешать эвакуации шведского гарнизона на судах в Нарву. Отряд поднялся вверх по Неве до крепости Нотебург, которую осадил. Затем Потёмкин, видимо, с частью своих сил вернулся к устью Невы и 22 июля (1 августа по Новому стилю) 1656 года, как сообщал воевода, он «ходил с ратными людьми и судами на море», где встретил противника близ острова Котлин.
В современной научно-популярной исторической литературе описывается бой русской гребной флотилии (её численность обычно определяется в 15 стругов) с отрядом из 3 гораздо более крупных шведских кораблей, предположительно — какого-то вида галер. Русские прорвались через орудийный огонь противника и взяли флагманский 6-пушечный корабль на абордаж. Остальные шведские корабли были вынуждены отступить.
Исторически достоверные сведения о морском сражении исчерпываются краткой отпиской воеводы Потёмкина: «у Котлина острова с немецкими людьми (то есть со шведами) был бой, и милостию Божиею, и Пречистыя Богородицы помощию, и всех святых молитвами, и Великого государя и сына его, государевича, счастием, у Котлина полукорабль (возможно, имелась в виду полугалера (скампавея)) взял и немецких людей побил, и языка (то есть пленного) поймал начального человека, капитана Ирека Далсфира, 8 человек солдат и наряд (то есть пушки) и знамёна поимели».
Судя по небольшому числу взятых на захваченном «полукорабле» пленных, большинство его команды было уничтожено во время абордажного боя. Одержав победу над шведами, русские опустошили Котлин («на Котлином острове латышане 4 деревни высекли и выжгли») и вернулись в Неву.

## Последствия
Бой у Котлина не оказал существенного влияния на ход русско-шведской войны 1656—1658 годов, однако во второй половине XIX века факт сражения привлек к себе общественное внимание, как первая вполне документированная историческая русская победа на море в новое время. Именно с битвы у Котлина в 1656 году историк флота Ф. Ф. Веселаго начинал в 1871 году свой перечень русских морских сражений за два минувших века. Эту традицию поддерживала со второй половины XX в. и советская историография, а в России в начале XXI столетия особое внимание стали уделять решающей роли в Котлинском сражении представителей донского казачества.

## Память
11 сентября 2009 года по инициативе казачьих организаций в Кронштадте в восточной части острова Котлин у часовни Спаса на Водах (на углу Тулонской аллеи и улицы Газовый завод) была проведена церемония торжественной закладки памятного знака в честь 350-летия морского сражения, а 5 августа 2011 года состоялось открытие памятника «победе флотилии донских казаков и московских стрельцов над шведской эскадрой».